# La Ràpita (Montsià)
|  | Per a altres significats, vegeu «la Ràpita (desambiguació)». |

La Ràpita, durant segles anomenat oficialment Sant Carles de la Ràpita, és un municipi de Catalunya situat a la comarca del Montsià.

## Història

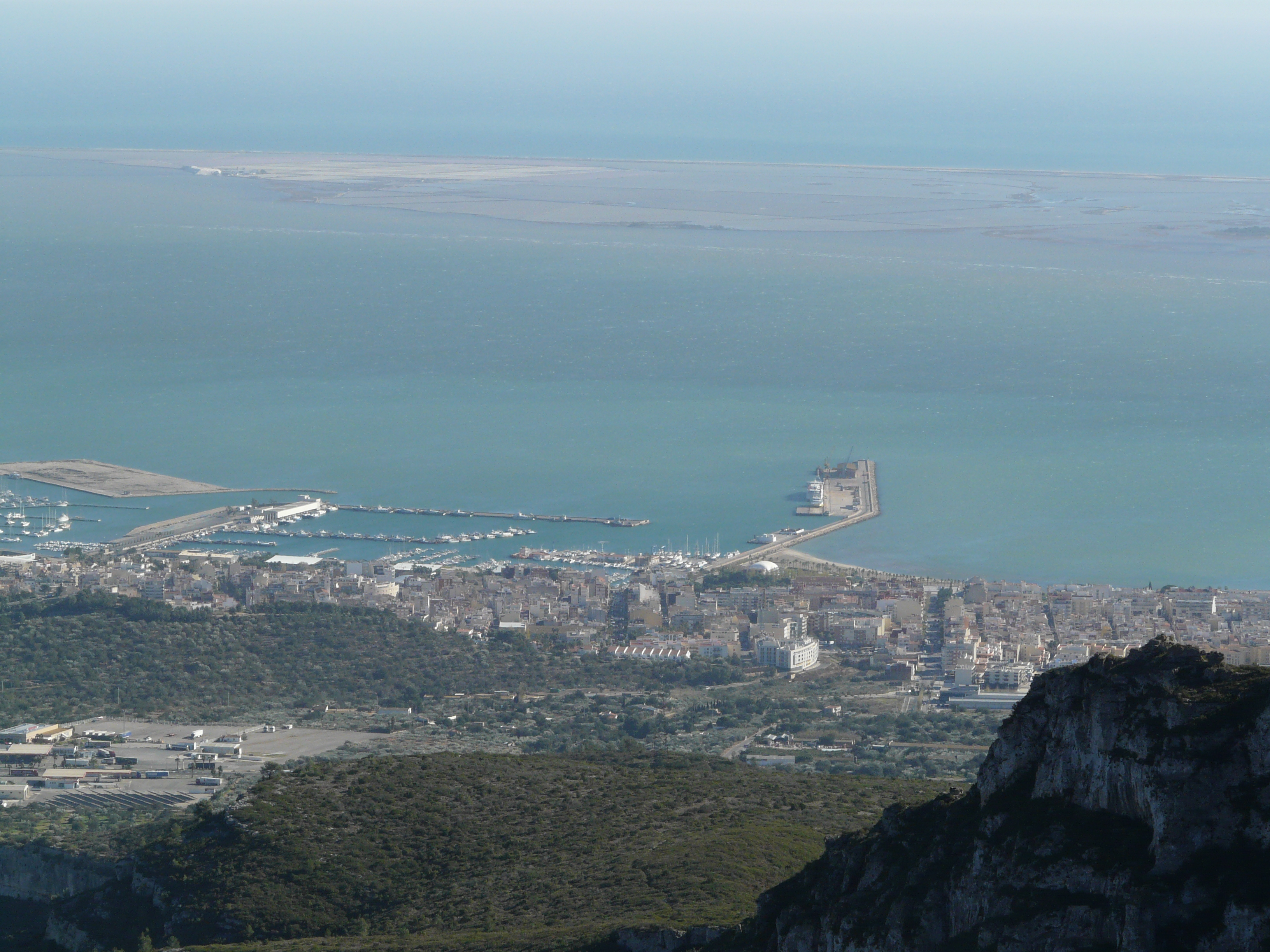
La Ràpita i la Banya

La presència humana al terme de la Ràpita es remunta al paleolític, fet documentat per una pintura rupestre que representa un bou de color negre en posició vertical trobada a la cova del Tendo. Aquesta pintura és la més antiga de Catalunya, i actualment ja no es conserva.
Els ibers van habitar la zona, als quals s'atribueix la creació de la ciutat ibera anomenada Ibera, que es creu que podria ésser Amposta o la Ràpita. Musulmans i romans foren altres dels que també habitaren la zona. Durant la invasió musulmana es construí al terme rapitenc una ràpita, és a dir, una torre defensiva, i d'ací el nom de la població.
Els cristians conqueriren el territori el 1097 a mans del comte Ramon Berenguer III, i des d'aleshores el territori fou canviant d'amo: el monestir benedictí de Sant Cugat del Vallès, l'orde de Sant Joan de Jerusalem, Jaume el Just, les monges Santjoanistes provinents de Santa Maria de Sixena i, finalment, al segle xviii es varen convertir en territori públic, quan els treballadors van anar a construir el canal de la Dreta de l'Ebre i s'establiren tot creant una nova població fent honor a Carles III.
Anys més tard es va anar fortificant el port i la Ràpita obrí comerç amb Amèrica.
A la segona meitat del segle xviii el rei Carles III projectà la construcció d'un gran port al delta de l'Ebre, i ordenà que al terme de la Ràpita fos construïda una gran ciutat, que en honor seu s'anomenà Sant Carles de la Ràpita. Es construí el canal de navegació d'Amposta als Alfacs, perquè el monarca ambicionava de poder convertir el port dels Alfacs en un dels més importants de la Mediterrània. Malgrat tot, els diferents projectes posats en marxa per la monarquia borbònica no van acabar de reeixir.
Un altre fet destacat de la història de la Ràpita és el desembarcament de Carles Lluís de Borbó i de Bragança i Ferran de Borbó i de Bragança, pretendents carlins, per organitzar un cop militar contra la reina espanyola Isabel II. Foren detinguts i se'ls feu renunciar als seus drets.
El plenari de l’ajuntament del 26 de novembre de 2021, va aprovar el canvi de nom del municipi, que passa a ser la Ràpita. La proposta va rebre els vots a favor dels deu regidors de l'equip de govern municipal (ERC) i una regidora no adscrita.

## Geografia
- Llista de topònims de la Ràpita (orografia: muntanyes, serres, collades, indrets..; hidrografia: rius, fonts...; edificis: cases, masies, esglésies, etc).

## Economia
El port pesquer de la Ràpita és un dels més importants de Catalunya pel seu volum de captures i el gran nombre de barques que hi ha. Són molt importants les captures de llagostí i de marisc.
El cultiu d'arròs es va introduir a la zona a mitjan segle xix, i aconseguí la seua màxima producció durant la Primera Guerra Mundial. Encara que l'arròs és el principal cultiu, també s'hi troben explotacions dedicades a olivera i garrofer. Fou també durant el segle xix quan es va iniciar l'explotació de les salines de la Trinitat per a la producció i exportació de sal.
La Ràpita és un centre destacat turístic gràcies al contrast entre mar i muntanya, les seues platges i la seua localització a prop del Delta de l'Ebre. L'any 2014 s'inaugurà el Museu del Mar, gràcies a una inversió de 500.000 euros a càrrec de l'ajuntament local.

## Entitats de població

Bandera (no oficial) de la Ràpita

Escut no oficial

| Entitat de població    | Habitants (2024) |
| la Ràpita              | 15.802           |
| Salines de la Trinitat | 0                |
| Font: Idescat          |                  |

## Demografia
| 1497 f | 1515 f | 1553 f | 1717 | 1787 | 1857  | 1877  | 1887  | 1900  | 1910  |
| ------ | ------ | ------ | ---- | ---- | ----- | ----- | ----- | ----- | ----- |
| -      | -      | -      | -    | -    | 1.962 | 3.164 | 3.132 | 3.901 | 4.592 |

| 1920  | 1930  | 1940  | 1950  | 1960  | 1970  | 1981  | 1990   | 1992   | 1994   |
| ----- | ----- | ----- | ----- | ----- | ----- | ----- | ------ | ------ | ------ |
| 5.462 | 6.039 | 7.176 | 7.960 | 7.320 | 8.964 | 9.960 | 10.650 | 10.781 | 10.781 |

| 1996   | 1998   | 2000   | 2002   | 2004   | 2006   | 2008   | 2010   | 2012   | 2014   |
| ------ | ------ | ------ | ------ | ------ | ------ | ------ | ------ | ------ | ------ |
| 10.828 | 10.976 | 11.194 | 11.735 | 12.594 | 13.488 | 15.307 | 15.583 | 15.232 | 15.003 |

| 2016   | 2018   | 2020   | 2022   | 2024   | 2026 | 2028 | 2030 | 2032 | 2034 |
| ------ | ------ | ------ | ------ | ------ | ---- | ---- | ---- | ---- | ---- |
| 14.718 | 14.611 | 14.953 | 14.767 | 15.683 | -    | -    | -    | -    | -    |

## Política

### Eleccions al Parlament de Catalunya del 2012
| Candidatura | Candidatura   | Cap de llista          | Vots  | Regidors | % vots |
| ----------- | ------------- | ---------------------- | ----- | -------- | ------ |
|             | CiU           | Artur Mas              | 2.189 |          | 34,34  |
|             | ERC           | Oriol Junqueras        | 1.710 |          | 26,82  |
|             | PSC           | Pere Navarro           | 770   |          | 12,08  |
|             | PPC           | Alicia Sánchez-Camacho | 567   |          | 8,89   |
|             | ICV-EUiA      | Joan Herrera           | 475   |          | 7,45   |
|             | CUP           | David Fernández        | 150   |          | 2,35   |
|             | C's           | Albert Rivera          | 130   |          | 2,03   |
|             | Vots en blanc |                        | 124   |          | 1,92   |
|             | Altres        |                        | 259   |          | 6,1    |
| Total       | Total         | 6.473                  | 6.473 |          | 63,12  |

### Eleccions municipals 2019[3]
| Candidatura | Candidatura | Cap de llista | Vots  | Regidors | % vots |
| ----------- | ----------- | ------------- | ----- | -------- | ------ |
|             | ERC-AM      |               | 3.279 | 10       | 48,22% |
|             | JxCAT-Junts |               | 1.008 | 3        | 14,82% |
|             | mR          |               | 834   | 2        | 12,26% |
|             | PSC-CP      |               | 731   | 2        | 10,75% |
|             | MR-MTE-ECG  |               | 270   | 0        | 3,97%  |
|             | PRIMÀRIES   |               | 230   | 0        | 3,38%  |
|             | C's         |               | 181   | 0        | 2,66%  |
|             | Podemos     |               | 161   | 0        | 2,37%  |
| Total       | Total       | 6.913         | 6.913 | 17       |        |

### Consulta sobre el nom oficial
El 12 d'octubre de 2021 es va celebrar una consulta als habitants del poble sobre si mantenir el nom oficial o canviar-lo al popular nom «la Ràpita». Tot i que la majoria va votar sí, no va arribar pas el llindar mínim de participació. No obstant això, va ser aprovat el canvi a la Ràpita. El Diari Oficial de la Generalitat de Catalunya publicà la resolució que donava conformitat al canvi de nom el 10 de febrer de 2022.

## Cultura

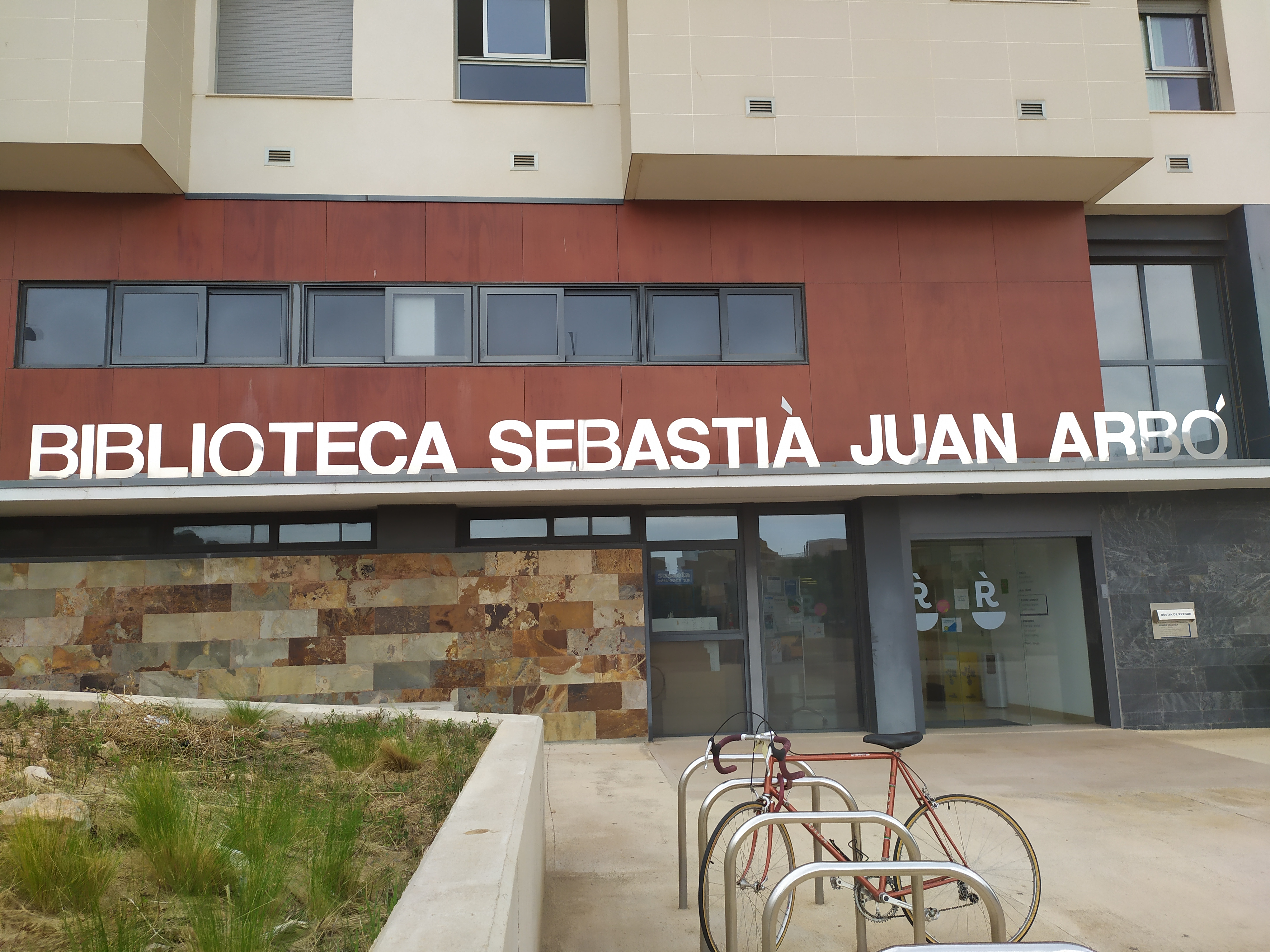

La biblioteca municipal, que rep el nom de Sebastià Juan Arbó, és una biblioteca pública que forma part del sistema de Lectura Pública de Catalunya. El nou edifici de la biblioteca va obrir les portes el 17 de juny de 2014, però no es va inaugurar fins al 18 de gener de 2015. El projecte va anar a càrrec de l'arquitecte Josep Lluís Millan Bel, mentre que la senyalització va ser obra de Cinta Montserrat Gasparín. Ocupa una superfície útil de 1.372 metres quadrats, distribuïts en diversos nivells. En el moment de la seva inauguració disposava d'un fons d'uns 20.000 documents.

## Fills il·lustres
- Sebastià Juan Arbó (1902-1984), escriptor.
- Lluc Beltran Flórez (1911-1997), economista
- Lluís de Montsià (Joan Torné i Balaguer) (1890-1979), periodista, poeta i folklorista
- Albert Montañés i Roca (26 de novembre de 1980), tennista que ha arribat a ser el 22è millor classificat del rànquing ATP. Ha guanyat sis títols ATP individuals i dos en dobles.
- Àngel Rangel Zaragoza (28-10-1982), futbolista que forma part del Swansea City a la Premier League.